# راسيل تشارلز كلارك
راسيل تشارلز كلارك هو سياسي كندي، ولد في 22 ديسمبر 1878، وتوفي في 15 يوليو 1964.